# Sköldpaddorna reser sig
Sköldpaddorna reser sig (engelska: Rise of the Turtles) är ett TV-avsnitt i två delar ur 2012 års Turtlesserie. Avsnittet är seriens första, och visades ursprungligen i Nickelodeon den 29 september 2012.
Sköldpaddorna tar sig upp till markytan, och bevittnar när April O'Neil och hennes far Kirby blir tillfångatagna av Kraang, en hjärnliknande utomjordisk art med robotkroppar. Sköldpaddorna försöker rädda April och Kirby.

## Handling
Efter att ha tränat firar sköldpaddorna och Splinter (Hamato Yoshi) 15-årsdagen för sin mutation. Splinter berättar om deras ursprung. Sköldpaddorna lyckas sedan övertala Splinter att ta dem upp till markytan. Sköldpaddorna bevittnar när April O'Neil och hennes far Kirby blir tillfångatagna av Kraang. Donatello faller för April, och menar att de måste rädda dem. Sköldpaddorna råkar i strid med Kraang, men lyckas fly med bade April och Kirby. 
När sköldpaddorna återvänt hem instämmer Splinter i att de måste rädda April och Kirby, och Splinter väljer ut Leonardo som gruppens ledare. Under sökandet stöter de på Snake, en man som arbetar för Kraang. Raphael hotar att hälla mutagen över honom om han inte ger dem information om Kraang. Snake berättar allt han vet, men springer sedan därifrån. I kloaken berättar Splinter för Leonardo att misstag är något alla ledare måste gå igenom, och berättar sedan hur han och Shredder (Oroku Saki) en gång var vänner, men sedan blev fiender. Sköldpaddorna hittar sedan Kraang, och Snake får av misstag mutagen på sig, och förvandlas till en växtliknande varelse. Sköldpaddorna tar sig in i Kraangs gömställe, och kastar sig in i striden mot dem, men innan de kan nå April och Kirby, stöter de på den muterade Snake, som Michelangelo kallar "Snakeweed". Snakeweed söker hämnd på sköldpaddorna för mutationen, och medan Leonardo, Michelangelo och Raphael bekämpar Snakeweed försöker Donatello rädda April och Kirby. Donatello lyckas rädda April, men Kraang kommer undan med Kirby. Sköldpaddorna och April flyr från Kraangs högkvarter.
Samtidigt i Tokyo i Japan sitter Shredder och tittar på TV-nyheterna där det rapporteras om händelserna, och Shredder upptäcker Splinters symbol på en kaststjärna. Han beslutar sig nu att tillsammans med Fotklanen bege sig till New York och göra slut på Splinter.

## Mottagande
IGN gav "Rise of The Turtles" betyget 8.5/10, och menade "Actionsekvenserna är snabba och spännande, och de dialogtunga scenerna innehåller ofta underhållande slapstick." Toon Zones Grant White gav avsnittet positiv bedömning, och sade "Fastän jag tyckte om premiären, kändes inte allt bra för mig. Det fanns svagheter i vissa delar av såväl manuset som animationen." Noel Kirkpatrick på TV.com kallade avsnittet för "en smula intetsägande" och menade att avsnittet "inte tillförde något nytt".
Första sändningen lockade uppskattningsvis 3,9 miljoner tittare runtom i USA.

### Fotnoter
1. ↑  Tanner Stransky (6 juli 2012). ”Nickelodeon sets premiere date for 'Teenage Mutant Ninja Turtles' -- EXCLUSIVE”. Entertainment Weekly. Arkiverad från originalet den 27 december 2014. https://web.archive.org/web/20141227103352/http://insidetv.ew.com/2012/07/06/teenage-mutant-ninja-turtles-premiere-date-exclusive/. Läst 9 december 2015.
2. ↑  Max Nicholson (28 september 2012). ”Teenage Mutant Ninja Turtles: "Rise of the Turtles" Review”. IGN. http://www.ign.com/articles/2012/09/28/teenage-mutant-ninja-turtles-rise-of-the-turtles-review. Läst 9 december 2015.
3. ↑  Grant White (28 september 2012). ”Review: "Teenage Mutant Ninja Turtles": Back Again To Raise Some Shell - Toon Zone News”. Toonzone.net. Arkiverad från originalet den 10 december 2013. https://web.archive.org/web/20131210051408/http://www.toonzone.net/2012/09/review-teenage-mutant-ninja-turtles-back-again-to-raise-some-shell/#.UdMY9DtJNQM. Läst 9 december 2015.
4. ↑  Noel Kirkpatrick (29 september 2012). ”Nickelodeon's Teenage Mutant Ninja Turtles: The Same Old Turtles, Younger and CGI'd”. TV.com. http://www.tv.com/news/nickelodeons-teenage-mutant-ninja-turtles-the-same-old-turtles-younger-and-cgid-29702/. Läst 9 december 2015.
5. ↑  ”PR: “Teenage Mutant Ninja Turtles” Rise of the Turtles” on DVD February 26, 2013” (på engelska). Toonzone. 9 januari 2015. Arkiverad från originalet den 30 mars 2013. https://web.archive.org/web/20130330092732/http://www.toonzone.net/2013/01/pr-teenage-mutant-ninja-turtles-rise-of-the-turtles-on-dvd-february-26-2013/. Läst 9 december 2015.